# SYN (Künstlergruppe)
SYN war eine Künstlergruppe (auch „Syn“ oder „syn“), die aus wichtigen Vertretern der Nachkriegsmoderne bestanden hat und als solche als Wegbereiterin der Abstrakten Malerei gilt. Sie wurde am 29. Mai 1965 in Mainz von den deutschen Malern Bernd Berner, Rolf-Gunter Dienst, Klaus Jürgen-Fischer und Eduard Micus gegründet und am 9. Mai 1970 in Aachen aufgelöst. Ende 1966 schloss sich der Maler Erwin Bechtold der Gruppe an.

## Name
Der Name „SYN“ leitet sich u. a. vom Begriff „Synthese“ ab, basierend auf dem Versuch einer Synthese gestisch-informeller Malerei mit strenger, gesetzmäßig-rationaler Formung. Diese Synthese mit dialektischer Spannung entstand durch die Konfrontation und bildsprachliche Verklammerung gegensätzlicher, bildnerischer Elementardaten.
Der zweite Begriff, von dem sich der namensgebende Wortstamm ableitet, ist Syntax. Malerei wird als Sprache anstatt Technik angesehen und hat folglich ihre eigene Syntax. Diese ist bestimmt durch den Dualismus von Kontur und Geste, Umrissform und Binnenstruktur.

## Geschichte
Die Gruppe SYN wird bei ihrer Ausstellung in der Galerie Baier in Mainz erstmalig namentlich erwähnt. Die als Anti-Eröffnung und Pseudo-Happening betitelte Ausstellungseröffnung fand am 29. Mai 1965 in der heute nicht mehr existierenden Galerie statt. Sie zeigte einen Querschnitt durch die in der neuen Zeitschrift SYN publizierte Malerei.
Zwischen 1965 und 1967 erschien diese von Rolf-Gunter Dienst initiierte Zeitschrift mit einem Manifest, die in drei Ausgaben vom Agis-Verlag aus Baden-Baden publiziert wurde. Neben programmatischen Texten der Mitglieder enthielt sie theoretische und kunstkritische Beiträge zur Lage der Gegenwartskunst von Künstlern, Kritikern und Autoren.
SYN vertrat die Idee einer ganzheitlichen Kunst jenseits der Festlegung eines Formalismus und war ein künstlerischer Entwurf, in dem Bildvorstellungen realisiert wurden, die zwischen den polaren künstlerischen Positionen lagen. Hervorzuheben ist die Verwendung ausdrucksstarker Farben und einer amorphen Formensprache, die der vorherrschenden Pop Art der 1960er Jahre nahesteht.
1970 löste sich die Gruppe wieder auf, gemeinsame Ausstellungen fanden aber noch weiterhin statt. 2005 gab es zum 40. Gründungsjubiläums eine Ausstellung in der Galerie Espacio Micus auf Ibiza.

## Manifest
Das Manifest „12 Punkte ············ SYN“ erschien in Heft 3 der Kunstzeitschrift "SYN" im Jahr 1967.

## Mitglieder
Die Mitglieder der Künstlergruppe SYN, in Klammern die Zeit ihrer Mitgliedschaft:
- Bernd Berner (1965–1970)
- Klaus Jürgen-Fischer (1965–1970)
- Rolf-Gunter Dienst (1965–1970)
- Eduard Micus (1965–1970)
- Erwin Bechtold (1966–1970)

## Ausstellungen
Bis 1973 stellte die Gruppe insgesamt 24-mal in Museen, Kunstvereinen und Galerien in verschiedenen europäischen Ländern unter dem Namen SYN aus:
- 1965: Galerie Baier, Mainz
- 1965: Galerie Griechenbeisl, Wien, Österreich (09.11.-04.12.1965)
- 1965: Galerie Tangente, Stuttgart (04.11.-14.12.1965)
- 1966: Galerie Margarete Lauter, Mannheim (07.01.-04.02.1966)
- 1966: Kleine Galerie, Schwenningen (Februar 1966)
- 1966: Kunstverein Oldenburg
- 1967: Nassauischer Kunstverein im Städtischen Museum Wiesbaden (18.06.-23.07.1967)
- 1967: Galerie René Metras, Barcelona, Spanien (04.-31.10.1967)
- 1968: Galerie Mickery, Loenersloot, Niederlande
- 1968: Kunsthalle, Kiel
- 1968: Galerie Libros, Zaragoza, Spanien
- 1968: Gemeentelijke van Reekum Galerij, Apeldoorn, Niederlande
- 1968: Karl-Ernst-Osthaus Museum, Hagen (16.06.-14.07.1968)
- 1968: Galerie Defet, Nürnberg (19.07.-09.09.1968)
- 1968: Galerie Juana Mordó, Madrid, Spanien
- 1969: Kunst- und Kunstgewerbeverein, Pforzheim
- 1969: Galerie Griechenbeisl, Wien, Österreich
- 1969: Galerie Ubu, Karlsruhe
- 1969: Kunstverein Kassel (13.04.-11.05.1969)
- 1969: Bürgermeister-Ludwig-Reichert-Haus, Ludwigshafen am Rhein
- 1970: Galerie im Hause Behr, Stuttgart (14.01.-21.02.1970)
- 1970: Zentrum für aktuelle Kunst, Aachen (16.04.-09.05.1970)
- 1972: Pfalzgalerie, Kaiserslautern (15.10.-15.11.1972)
- 1973: Kunsthalle, Recklinghausen (25.03.-23.04.1973)
- 2005: Galerie Espacio Micus, Ibiza, Spanien